# Адемар (граф Пуатье)
Адемар (Эмар) (фр. Adémar (Aymar), ум. 2 апреля 926) — граф де Пуатье 892—902, граф Лиможа 898, сын Эменона, графа Пуатье и дочери Эда I, графа де Труа

## Биография
В 890 году Адемар предъявил права на графство Пуатье и выступил против Эбля Манцера, но неудачно. В 892 году Адемар захватил город. В 895 году король Эд подтвердил права на Пуатье. В 898 году признан также графом Лиможа. В 902 году Эбль Манцер выгнал его из Пуатье, в результате чего Адемар был вынужден бежать к своему шурину, Бернару, графу Перигора. Позже он управлял Ангулемом от имени графа Гильома II после смерти графа Альдуина I.

## Брак
Жена: Санча, дочь Вульгрина I Тайлефера, графа Ангулема